# Pizzo del Corno
Il Pizzo del Corno (2.280 m s.l.m.) è una montagna del Gruppo dell'Onsernone nelle Alpi Lepontine.

## Descrizione
Il Pizzo del Corno si trova in Piemonte (Provincia del Verbano-Cusio-Ossola). Questa montagna è collocata tra la Val Vigezzo e la Valle Isorno non lontano dal confine con la Svizzera. In particolare la cima si trova sulla dorsale che dalla Pioda di Crana prosegue verso nord e si collega in ordine alle montagne: Pizzo del Corno, Pizzo della Forcola e Pizzo di Campolatte. La cima del Pizzo del Corno sovrasta le acque del Lago Panelatte.
Si può giungere in vetta passando sia dalla Forcola di Larecchio che arrivando dalla Cappella San Pantaleone.

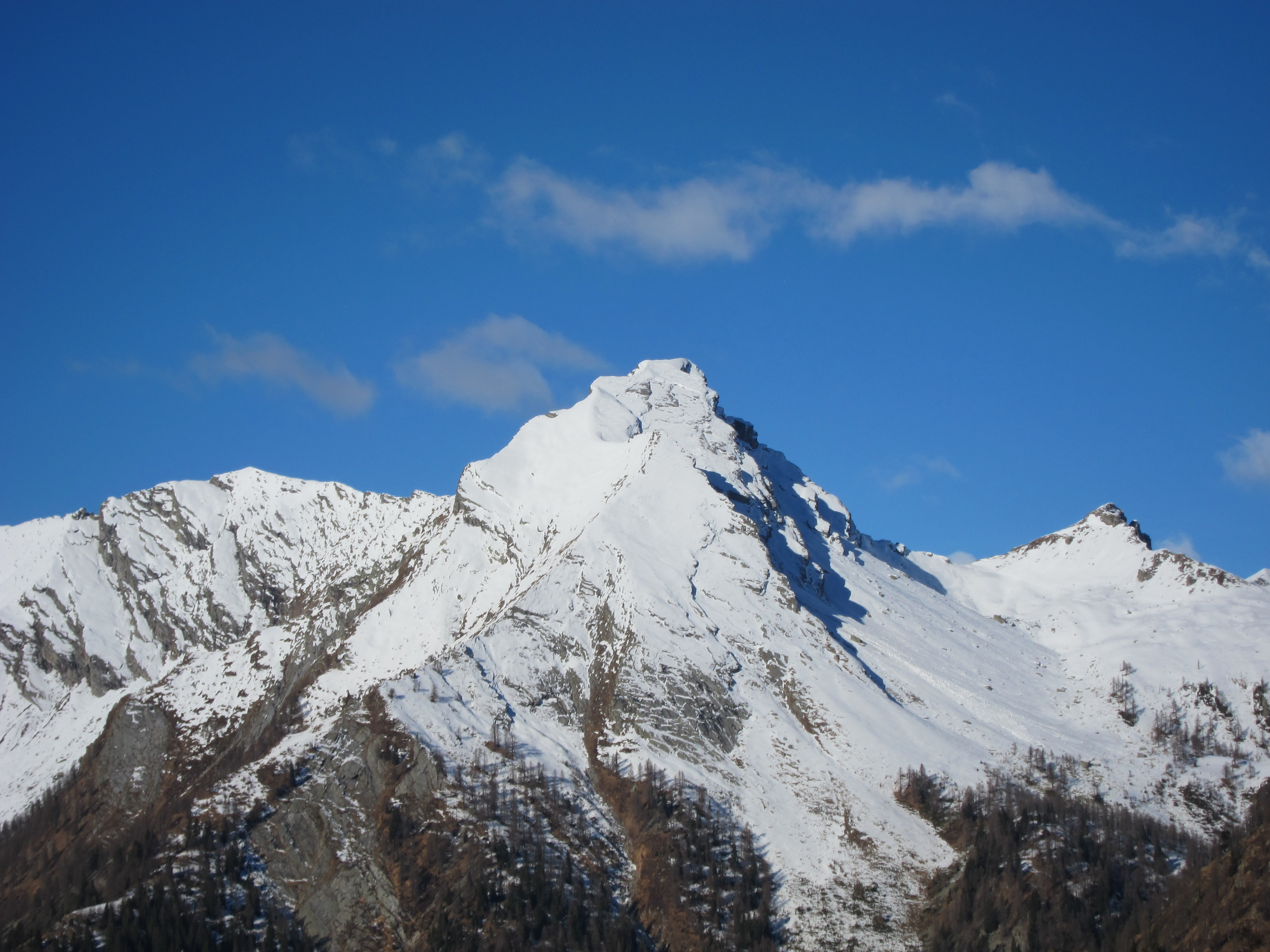
Pioda di Crana al centro e il Pizzo del Corno a destra visti dalla Piana.

### Cartografia
- Istituto Geografico Centrale, Carta dei Sentieri, scala 1:50.000 n.11 Domodossola e val Formazza
- Carta Kompass, Carta Escursionistica, scala 1:50.000 n.89 Parco Naturale Alpe Veglia e Alpe Devero, Valle Antigorio, Val Formazza